# Darin Strauss
Darin Strauss (Roslyn Harbor, 1º marzo 1970) è uno scrittore statunitense.

## Biografia
Nato a Roslyn Harbor nel 1970, vive e lavora a Brooklyn con moglie e figli.
Dopo una giovinezza segnata da un tragico incidente d'auto che costa la vita a una sedicenne, si è laureato all'Università Tufts e all'Università di New York.
Ha esordito nella narrativa nel 2000 con Chang & Eng, biografia romanzata dei gemelli siamesi Chang ed Eng Bunker, e in seguito ha pubblicato The Real McCoy (sul pugile Kid McCoy) nel 2002, Solo per il tuo bene nel 2008 e l'autobiografico Half a Life nel 2010.
Tra i riconoscimenti ottenuti si ricorda il Premio Alex del 2001 per Chang & Eng e il National Book Critics Circle Award del 2010 per Half a Life.
Tradotto in 14 lingue e professore associato all'Università di New York, suoi articoli sono apparsi in numerose riviste quali il New York Times, il Washington Post e Newsweek ed è stato ospite di programmi come il Good Morning America e il Late Late Show with Craig Ferguson.
Tra il 2017 e il 2018 viene contattato dall'editor Karen Berger, fondatrice dell'imprint Berger Books di Dark Horse Comics, per la realizzazione di una miniserie a fumetti (o "Limited-Series"). Coadiuvato ai testi da Adam Dalva e con Emma Vieceli ai disegni, Strauss ha modo creare una sua versione distopica del capolavoro Oliver Twist di Charles Dickens. La protagonista diventa il personaggio femminile Olivia Twist, un'adolescente orfana in una cupa e futuristica Londra dominata da grandi diseguaglianze sociali, qui per sopravvivere si aggrega ad una banda di ladri chiamata "Esthers". Il primo albo della miniserie debutta il 19 settembre 2018. L'intera opera viene poi raccolta in un volume cartonato dal titolo Olivia Twist: Honor Among Thieves, distribuito il 24 aprile 2019.

## Opere

### Romanzi
- Chang & Eng (2000), Milano, Rizzoli, 2001 traduzione di Idolina Landolfi ISBN 88-17-86747-0.
- The Real McCoy (2002)
- Solo per il tuo bene (More Than It Hurts You, 2008), Milano, Mondadori, 2010 traduzione di Michele Cacciottolo ISBN 978-88-04-59252-5.
- The Queen of Tuesday (2020)

### Memoir
- Half a Life (2010)

### Fumetti
- Olivia Twist: Honor Among Thieves HC, Darin Strauss e Adam Dalva (testi) - Emma Vieceli (disegni), raccolta in volume cartonato (o "Hard Cover") della miniserie a fumetti in 4 parti Olivia Twist[12], pubblicato da Berger Books (imprint della casa editrice statunitense Dark Horse Comics)[12], data di distribuzione:24 aprile 2019[12].

## Filmografia
- As Smart As They Are: The Author Project, regia di Joe Pacheco

## Premi e riconoscimenti
- Guggenheim Fellowship: 2006[13]
- Premio Alex: 2001 vincitore con Chang & Eng
- National Book Critics Circle Award: 2010 vincitore nella sezione Memorie/Autobiografie con Half a Life